# Djérem

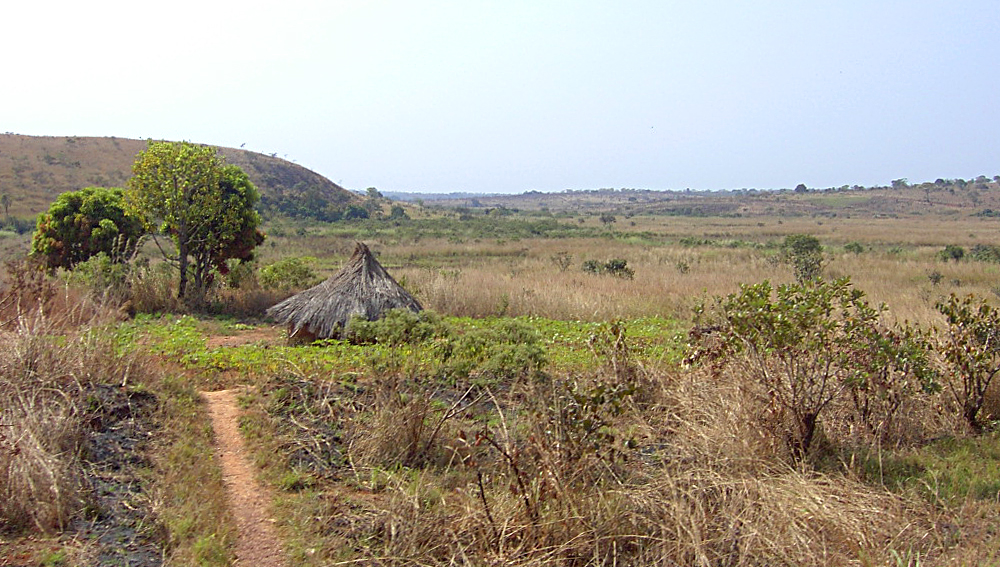
Heuvels bij Ngaoundal

Djérem is een departement in Kameroen, gelegen in de regio Adamaoua. De hoofdstad van het departement heet Tibati. De totale oppervlakte bedraagt 13 283 km².
Het departement Djérem is genoemd naar de rivier de Djérem.

## Arrondissementen
Djerem is onderverdeeld in twee arrondissementen:
- Ngaoundal
- Tibati